# Пакетированный объёмный оптический диск
Пакети́рованный объёмный опти́ческий диск (англ. Stacked Volumetric Optical Disc; сокр. — SVOD) — формат оптических дисков, который разрабатывается компаниями Hitachi и Maxell, и в котором используется массив из тончайших (англ. wafer-thin) оптических дисков, что позволяет накапливать на таких дисках данные объёмом около 1 ТБ.
Каждая «вафелька» такого диска (один тонкий поликарбонатный диск) вмещает информацию объёмом около 9,4 ГБ, а сами «вафельки» сложены в слои из 100 или более штук, давая тем самым увеличение объёма для хранения данных в 100 или более раз.
SVOD, наряду с HVD, кандидат на то, чтобы стать стандартом для оптических дисков следующего поколения.